# Łucznictwo polowe na World Games 2009
Łucznictwo polowe na World Games 2009 odbyło się w dniach 24 - 26 lipca na terenie przy jeziorze Chengcing. Tabelę medalową wygrali łucznicy z Włoch zdobywając sześć medali (w tym dwa złote).

## Uczestnicy
| - Australia (2) - Austria (2) - Belgia (3) - Chorwacja (1) - Hiszpania (1) - Finlandia (5) - Francja (7) - Wielka Brytania (10) - Niemcy (12) - Węgry (3) | - Izrael (1) - Włochy (13) - Japonia (1) - Holandia (3) - Norwegia (1) - Słowenia (7) - Szwajcaria (1) - Szwecja (9) - Chińskie Tajpej (6) - Stany Zjednoczone (8) |

## Medaliści
| Konkurencja     | Złoto             | Srebro             | Brąz               |
| Mężczyźni       |                   |                    |                    |
| Łuk sportowy    | Vic Wunderle      | Michele Frangilli  | Sebastian Rohrberg |
| Łuk bloczkowy   | Kevin Wilkey      | Alessandro Lodetti | Chris White        |
| Łuk refleksyjny | Guiseppe Seimandi | Pasi Ahjokivi      | Sergio Cassiani    |
| Kobiety         |                   |                    |                    |
| Łuk sportowy    | Carole Ferriou    | Jessica Tomasi     | Naomi Folkard      |
| Łuk bloczkowy   | Petra Göbel       | Ingeborg Enthoven  | Ivana Buden        |
| Łuk refleksyjny | Eleonora Strobbe  | Christine Gauthé   | Monika Jentges     |

### Tabela medalowa zawodów
| Poz.    | Państwo           |   |   |   |    |
| ------- | ----------------- | - | - | - | -- |
| 1       | Włochy            | 2 | 3 | 1 | 6  |
| 2       | Stany Zjednoczone | 2 | 0 | 0 | 2  |
| 3       | Francja           | 1 | 1 | 0 | 2  |
| 4       | Austria           | 1 | 0 | 0 | 1  |
| 5       | Finlandia         | 0 | 1 | 0 | 1  |
| 5       | Holandia          | 0 | 1 | 0 | 1  |
| 7       | Niemcy            | 0 | 0 | 2 | 2  |
| 7       | Wielka Brytania   | 0 | 0 | 2 | 2  |
| 9       | Chorwacja         | 0 | 0 | 1 | 1  |
| Łącznie | Łącznie           | 6 | 6 | 6 | 18 |

## Rezultaty
- Field Archery. worldgames2009.tw. [zarchiwizowane z tego adresu (2009-08-25)]. (strona zarchiwizowana), worldgames2009.tw, [dostęp 2021-08-27].
- Field Archery Detailed Schedule. results.worldgames2009.tw. [zarchiwizowane z tego adresu (2009-08-21)]. (strona zarchiwizowana), results.worldgames2009.tw, [dostęp 2021-08-27].